# Durian
El durián, durian o durión es el fruto comestible de varias especies de árboles pertenecientes al género Durio. Existen 30 especies reconocidas de Durio, nativas de Indonesia, Malasia, Filipinas y Tailandia; al menos nueve de ellas producen frutos comestibles. Durio zibethinus, nativo de Borneo y Sumatra, es la única especie disponible en el mercado internacional.[cita requerida] Tiene más de 300 variedades con nombre en Tailandia y 100 en Malasia, a partir de 1987. Otras especies se venden en sus regiones locales.

La historia y cultivo del durián son muy interesantes, ya que desde su nacimiento es denominado en algunas regiones como el «rey de las frutas», el durián se distingue por su gran tamaño, su fuerte olor, y las espinas de su cáscara. El fruto puede llegar a medir 30 cm de largo y 15 cm de diámetro, y suele pesar 1 a 3 kilogramos (2 a 7 lb). Su forma varía de oblonga a redonda, el color de su cáscara de verde a marrón y su carne de amarillo pálido a rojo, según la especie.

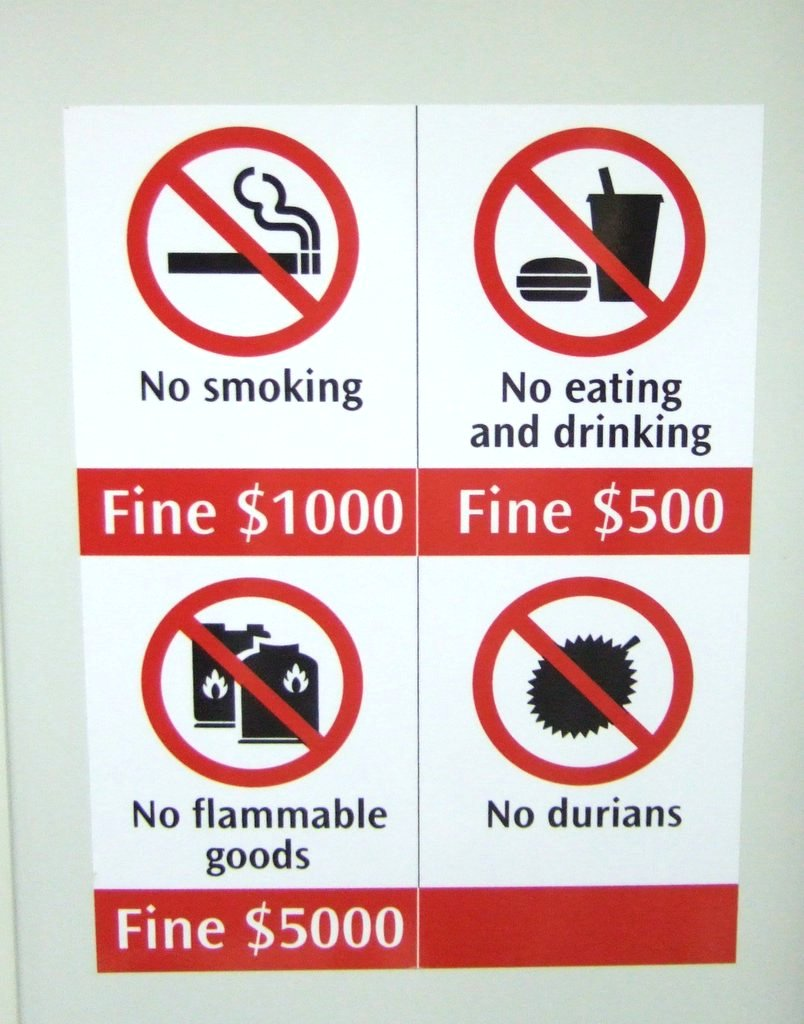
Cartel que incluye al Durian como producto prohibido en aeropuerto de Singapur

Algunas personas consideran que el durián tiene una fragancia agradablemente dulce, mientras que otras consideran que el aroma es excesivo y desagradable. El olor provoca reacciones que van desde un profundo aprecio hasta una intensa repugnancia, y se ha descrito como cebollas podridas, aguarrás y aguas residuales sin tratar. La persistencia de su olor, que puede durar varios días, ha llevado a algunos hoteles y servicios de transporte público del sudeste asiático a prohibir la fruta. Sin embargo, el naturalista británico del siglo XIX Alfred Russel Wallace describió su pulpa como «un rico flan muy aromatizado con almendra». La pulpa se puede consumir en varios estados de maduración y se utiliza para aromatizar una gran variedad de postres salados y dulces en la cocina del sudeste asiático. Las semillas también se pueden consumir cocidas.

## Etimología
Utilizado por primera vez alrededor de 1580, el nombre «durian» se deriva de la palabra en lengua malaya dûrî, que significa «espina», una referencia a las numerosas espinas de la corteza, junto con el sufijo constructor de sustantivos -an. El nombre de la especie zibethinus deriva del nombre de la civeta (Viverra zibetha), conocida por su olor. Las evidencias más antiguas se remontan a las transcripciones en javanés antiguo alrededor del siglo XII. La palabra «duryyan» fue escrita en la placa de cobre de Mar'smu: «i Mar'smu hulu wras Sang Duryyan» que significa «del pueblo Mar'smu el oficial del granero de arroz es Sang Durryan». La palabra Sang aquí significa que el hombre era de clase media de la estratificación javanesa (j.m.madrais).

## Producción
Aunque Tailandia es el primer productor mundial de este alimento, también se cultiva en otros países del sudeste asiático como Vietnam, Indonesia, Filipinas y Malasia. Los agricultores de Penang, una isla en el Estrecho de Malaca, en este último país, afirman que las condiciones de cultivo en la isla son las mejores para el durian, gracias al suelo rocoso y las montañas escarpadas rodeadas por el océano.
Según el Ministerio de Agricultura chino, Malasia exportó 19.250 toneladas de durian a China en 2024, valorados en 212 millones de dólares, aproximadamente mil millones de ringgits malayos. La producción total de durian en Penang en 2024 fue de 20.000 toneladas, de las que exportó 67.
Hasta los años 60, el durian crecía de una semilla y se guardaban las de los mejores árboles para plantar nuevos. Sin embargo, a partir de esa época, los agricultores empezaron a experimentar con injertos con el objetivo de asegurar la reproducción del árbol con las frutas más sabrosas. El durian es difícil de cultivar. Aunque la mayoría de los árboles pueden ser más longevos que el ser humano, para que una cosecha sea considerada en el mercado, el árbol debe tener de ocho a diez años, lo que requiere una gran planificación y cuidado para lograr una plantación eficiente. El tiempo de crecimiento, desde la flor hasta el fruto, oscila entre los cuatro y los seis meses, pero con el calentamiento global, este ciclo se está alterando. 